# Oligia aethiops-lutescens
Oligia aethiops-lutescens là một loài bướm đêm trong họ Noctuidae.